# Cantón Río Negro
Cantón Río Negro är en ort i Mexiko.   Den ligger i kommunen Tuzantán och delstaten Chiapas, i den sydöstra delen av landet, 900 km sydost om huvudstaden Mexico City. Cantón Río Negro ligger 199 meter över havet och antalet invånare är 179.
Terrängen runt Cantón Río Negro är varierad. Runt Cantón Río Negro är det tätbefolkat, med 297 invånare per kvadratkilometer. Närmaste större samhälle är Huixtla, 6,8 km sydväst om Cantón Río Negro. I omgivningarna runt Cantón Río Negro växer i huvudsak städsegrön lövskog.